# مصعب بن محارب
مصعب بن محارب اليشكري  قائد عسكري من جيش النخبة، هو أخ خالد بن الوليد لأمه وكان مرافقه في أغلب رحلاته ومغامراته، قبل الإسلام.

## نسبه
- أبوه: محارب بن عبيد بن ضرغام بن نفيل بن طالب بن سعد بن ذوالمجاسد بن عبد الله بن يشكر بن عتيك بن انس بن زيد بن عمر بن ربيعة. البحار العامري اليشكري، يتصل نسبه بالقاضي ذو المجاسد عامر اليشكري.
- أمه: لبابة بنت الحارث.[2]